# 國立烏克蘭美術館
50°26′58″N 30°31′52″E / 50.44944°N 30.53111°E
國立烏克蘭美術館（烏克蘭語：Національний Художній Музей України）是位於烏克蘭首都基輔的一座美術館，目前是烏克蘭最大與最古老的博物館之一。美術館設立於1899年8月1日，當時是由俄羅斯帝國政府和列申科家族出資成立的。 美術館的建築師是由瓦迪斯瓦夫·霍羅德茨基（Władysław Horodecki）設計的。本馆於1904年12月30日正式向公眾開放。在一戰結束之後，該美術館還一度也是座歷史博物館。二戰結束之後，美術館重新成為一座專門美術館。2014年4月26日開始，國立烏克蘭美術館開始展示從出逃外國的前總統維克多·亞努科維奇家中蒐集而來的美術品。

## 圖集

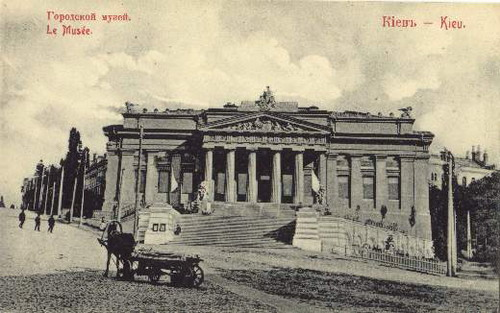
國立烏克蘭美術館，約1900年
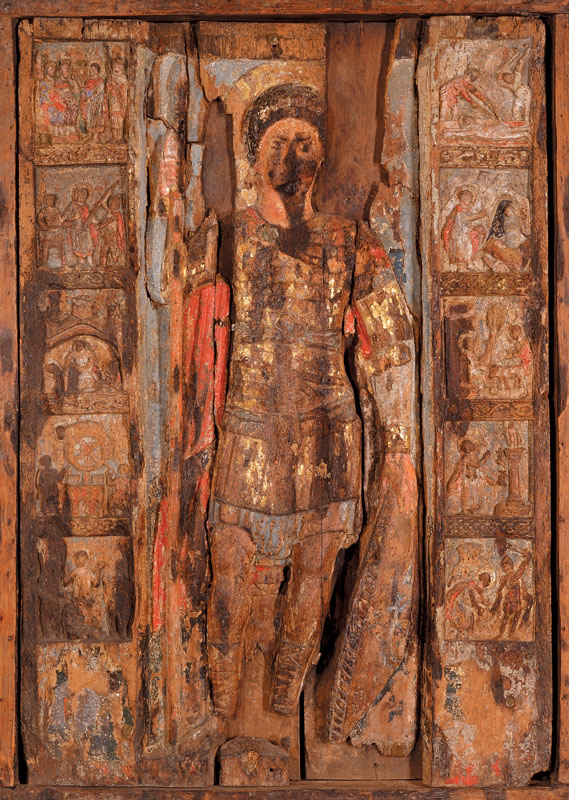
12世紀的圣乔治圖畫
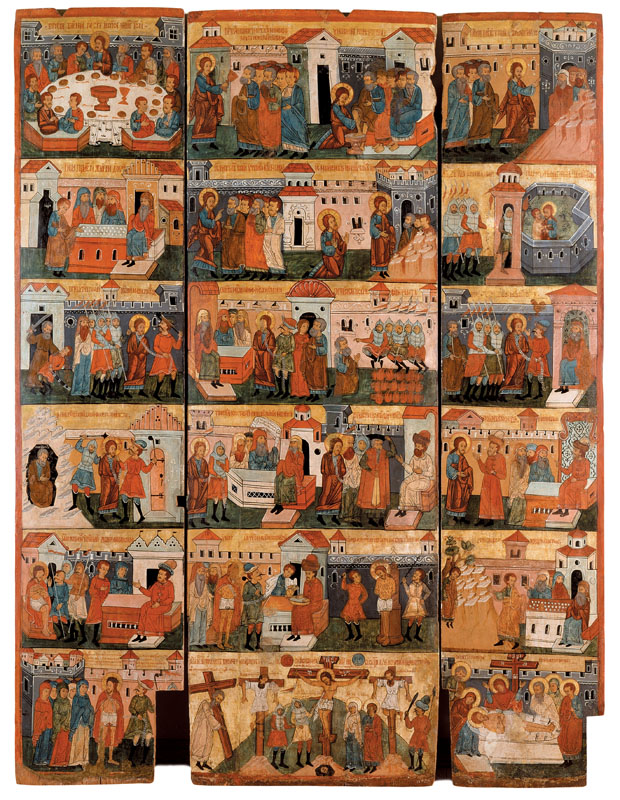
16世紀的耶穌受難圖畫
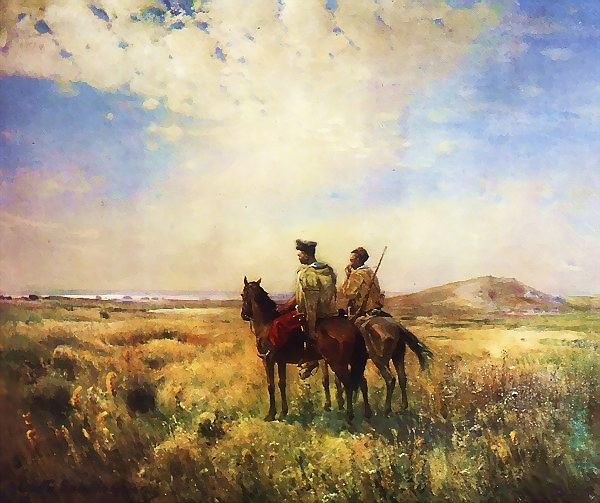
塞爾希·瓦西里基夫斯基，大草原上的哥薩克人，約1900年
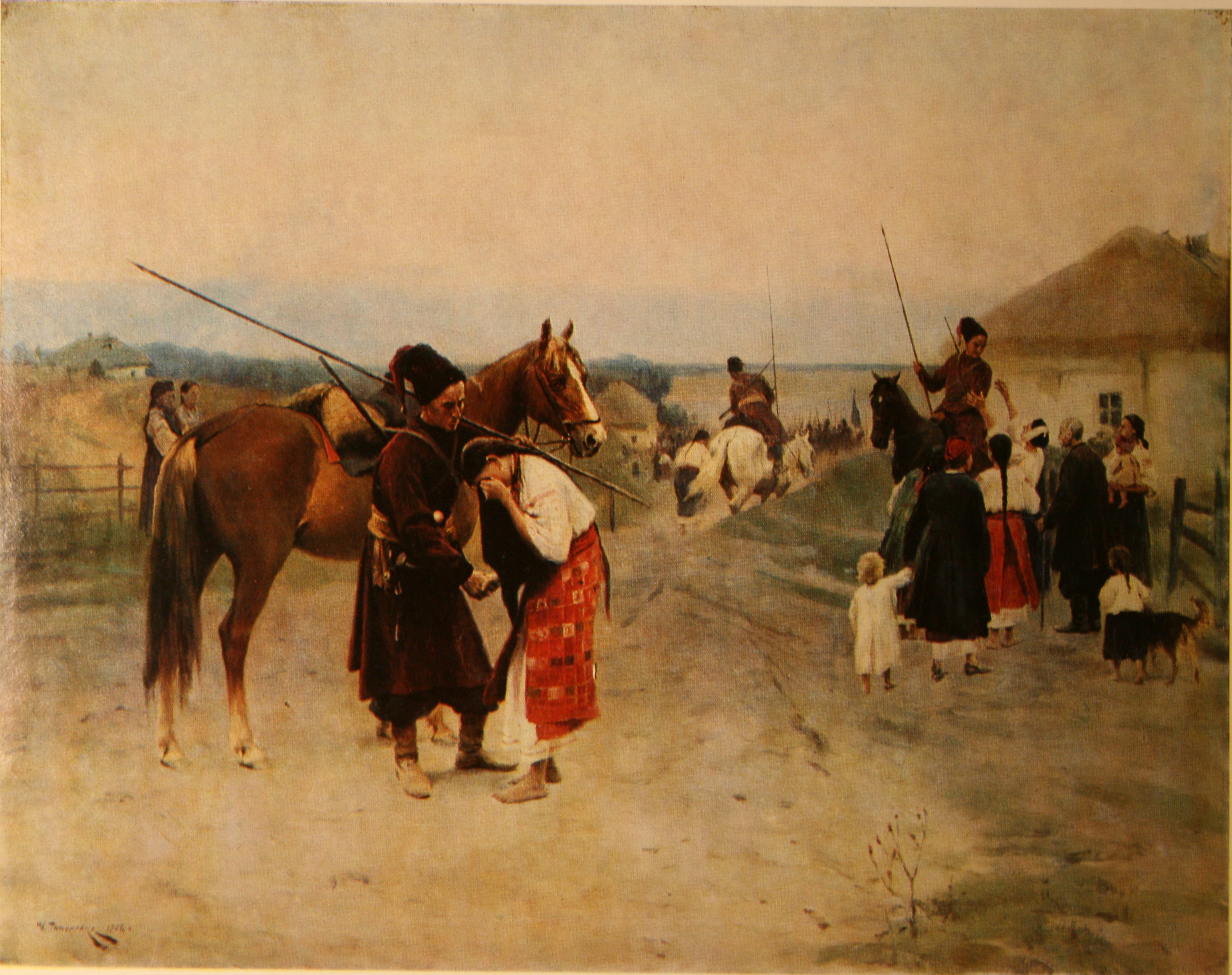
米科拉·皮莫年科，徒步旅行，1902年
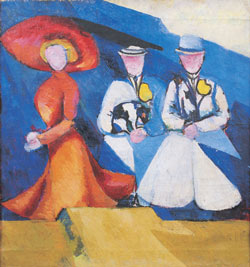
亞歷山德拉·埃克斯特（英语：Aleksandra Ekster），三個女人的身影，1909-1910年

## 外部連結
- www.kiev.info（页面存档备份，存于）
- Kyiv Sightseeing Guide (2001) ISBN 966-7022-29-3.
- Kiev Tourbook (1900) Google Books（页面存档备份，存于）
- National Art Museum of Ukraine at the Museum World of Ukraine. （俄文）, （乌克兰語）
- National Art Museum of Ukraine, at Museums of Ukraine （俄文）
- Oleg Pasichny National Art Museum of Ukraine（页面存档备份，存于）, Welcome to Ukraine (quarterly).
- Mykola Skyba, "The classical Ukrainian art: new format (reload)", 烏克蘭鏡報, August 19–25, 2006, （俄文）[永久], （乌克兰語）[永久].
- Національний художній музей України: Альбом/ Уклад., авт. ст.: Т.Рязанова, Л.Членова, О.Жбанкова та ін.- К.: Артанія Нова, 2003.- 416 с. ISBN 966-96256-1-0